# Świecie

Świecies vapen.

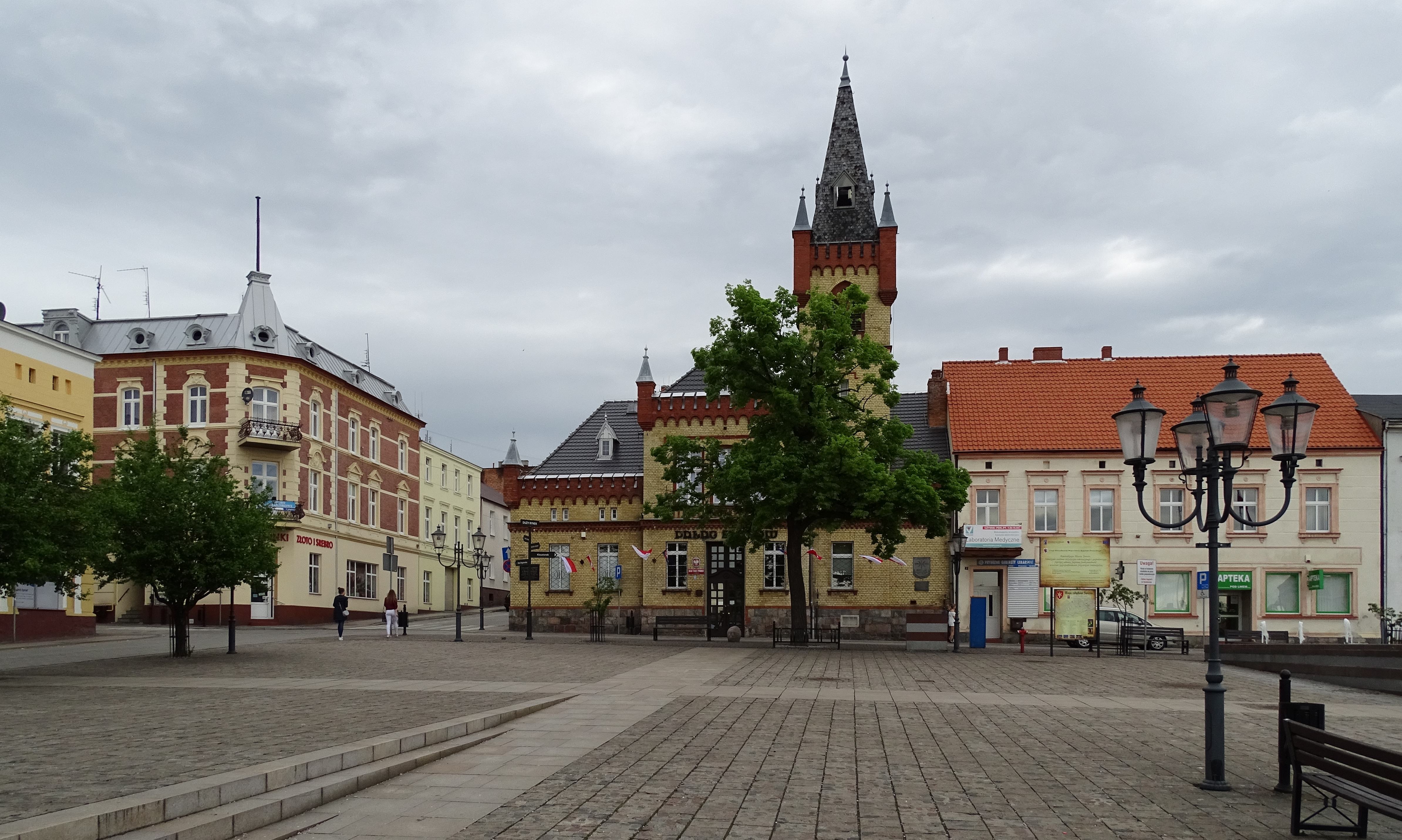
Marknadsplats.
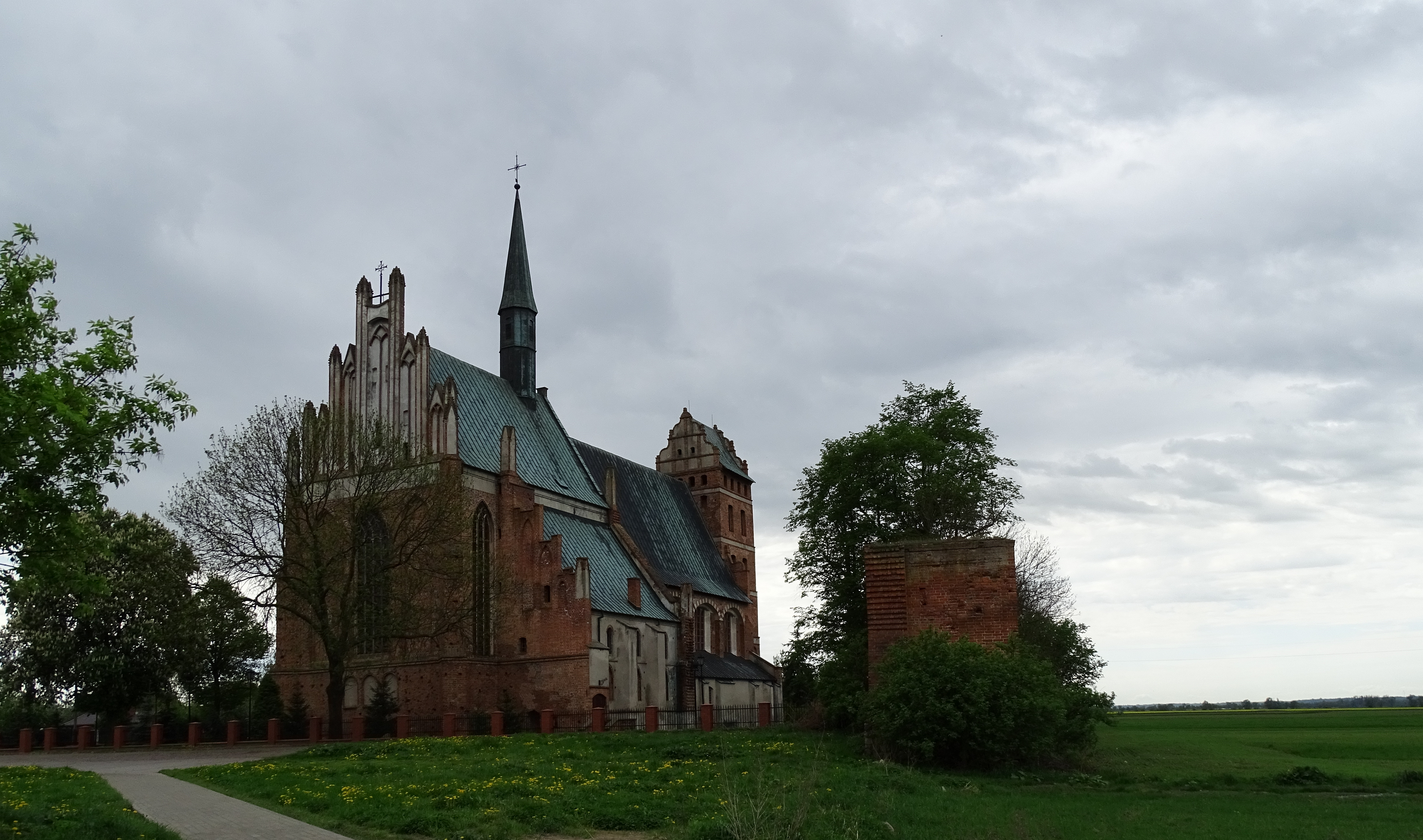
Församlingskyrkan (färdigställd cirka 1520) och rester av stadsmurar.
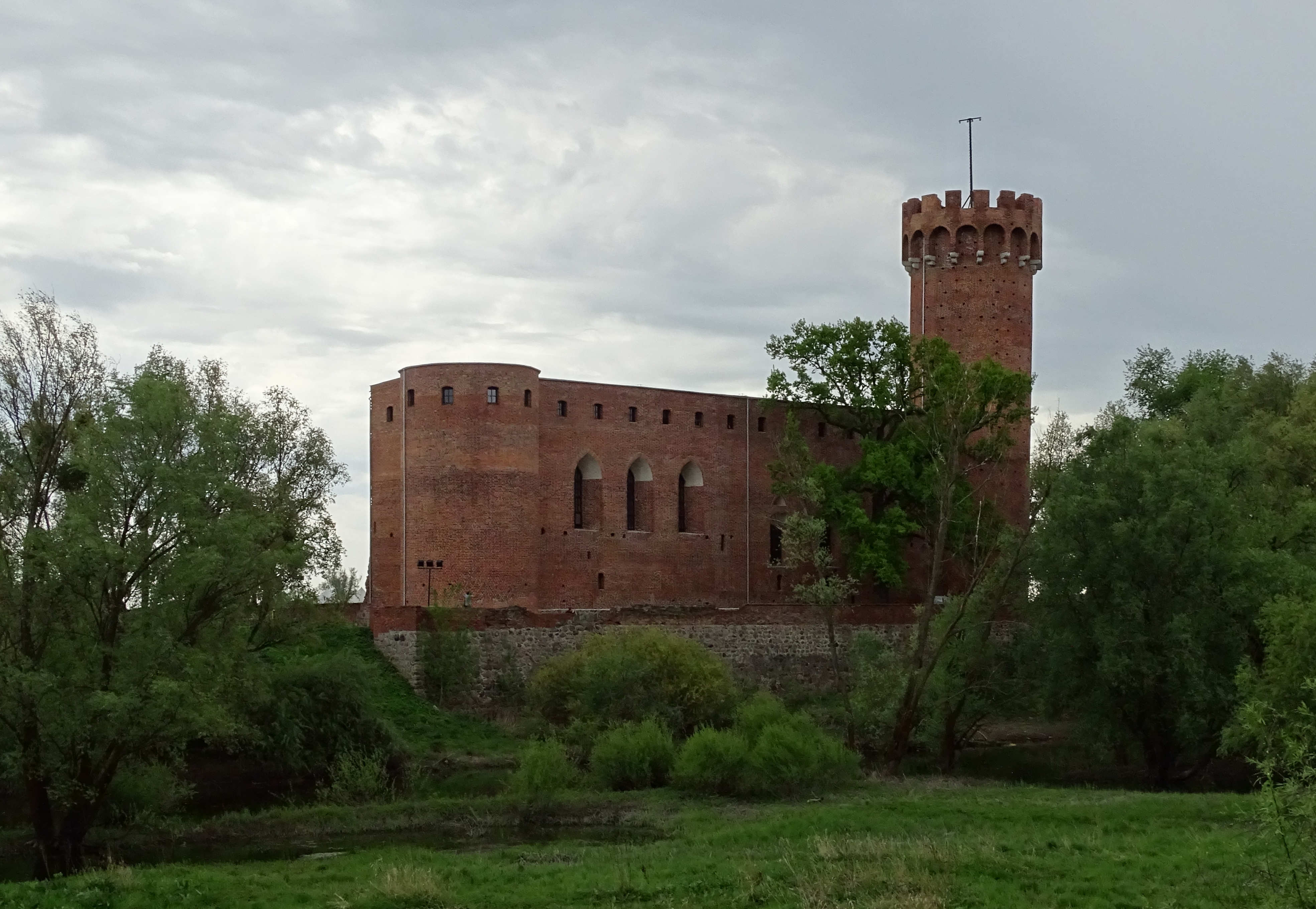
Slottet, byggt år 1335-1350.

Świecie (tyska Schwetz an der Weichsel) är en stad i Kujavien-Pommerns vojvodskap i norra Polen. Świecie, som är beläget vid floden Wisła, hade 26 395 invånare år 2013.